# S.O.S. (Let the Music Play)
S.O.S. (Let the Music Play) is een nummer van de Amerikaanse r&b-zangeres Jordin Sparks uit 2009. Het is de tweede single van haar twee studioalbum Battlefield. Het nummer bevat een sample van het nummer Let the Music Play van Shannon.
Het nummer werd alleen een hit in het Verenigd Koninkrijk, Zweden, Tsjechië, Hongarije en Nederland. In de Nederlandse Top 40 haalde het de 15e positie. In Vlaanderen bleef het steken op een 14e positie in de Tipparade.